# 鳥取市立江山学園
鳥取市立江山学園（とっとりしりつ こうざんがくえん）は、鳥取県鳥取市竹生にある義務教育学校。

## 概要
2020年、鳥取市立美和小学校と鳥取市立神戸小学校と鳥取市立江山中学校を統合し、義務教育学校として開校した。校舎は旧鳥取市立美和小学校校舎を耐震改修・増築して利用。2022年に移転するまではグラウンドに建設された仮設校舎を利用していた。

## 沿革
- 2020年（令和2年）4月1日 - 開校
- 2022年（令和4年）8月 - 校舎移転[2][3]

## 学校教育目標
学びを自らの生き方につなげ、未来を切り拓こうとする児童生徒の育成

## 通学区域
- 赤子田、朝月、猪子、岩坪、上味野、上砂見、源太、倭文、下味野、下砂見、竹生、玉津、中砂見、長谷、向国安、横枕[4]

## 交通アクセス
- 日ノ丸バス神戸線（路線番号：56）「江山学園前」バス停下車。